# 신사협정

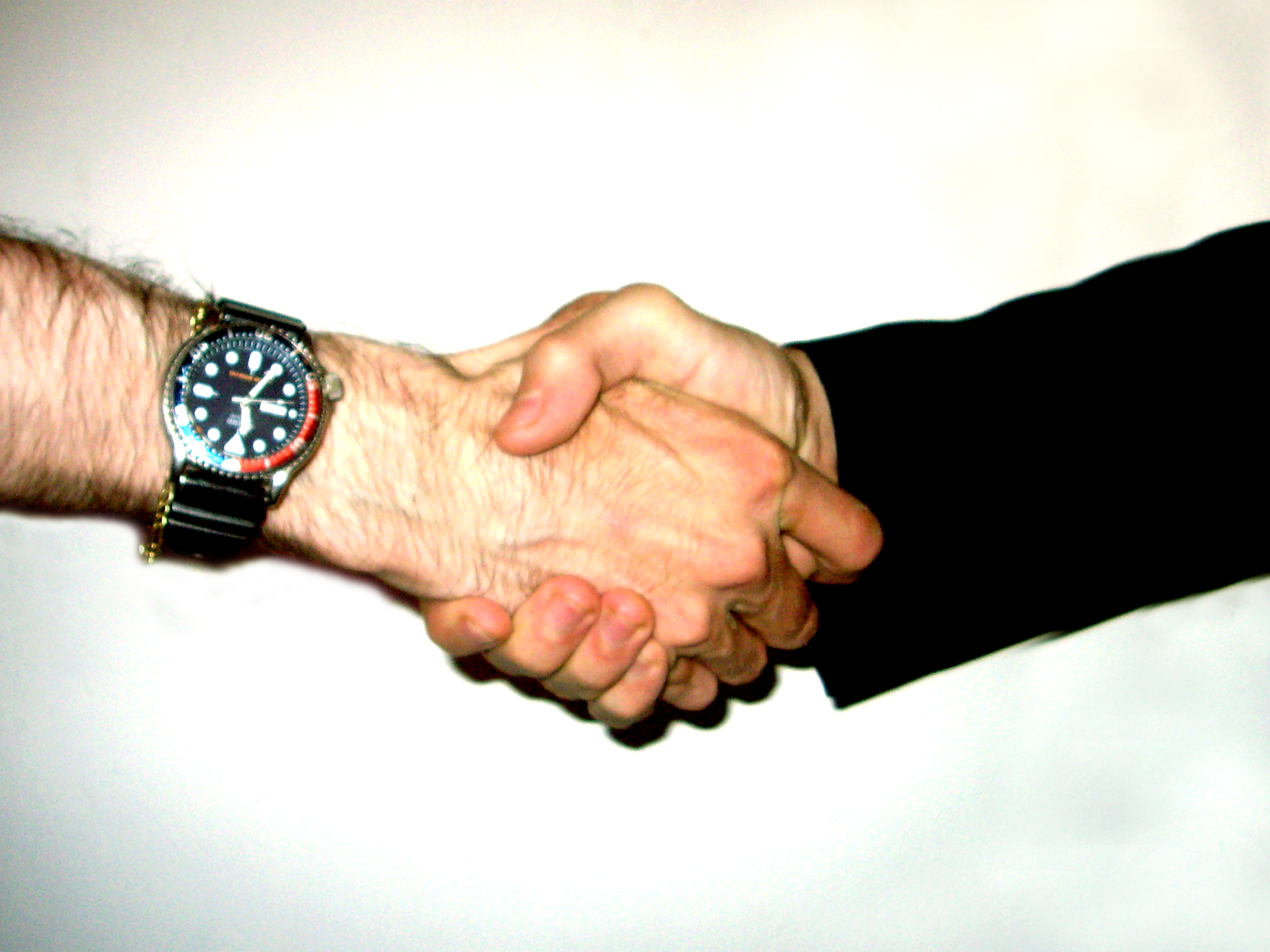

신사협정(紳士協定, Gentleman's Agreement) 또는 신사협약(紳士協約)은 둘 이상의 정당 간에 이루어지는 비공식 국제 협정으로, 법적 구속력을 갖지 않는 협약이다. 일반적으로 구두협정이지만 글로 작성되기도 하며, 이익을 목적으로 한 암묵적 협약의 일부로 간주될 수도 있다. 다시 말해, 법률적인 이행의무를 수행하지 않으나 당사자 상호간의 신의에 기하여 이행해야 하는 정부와 정부 등의 호의적인 약속으로 볼 수 있다.

## 위반시 효과
법적 구속력이 있는 조약을 위반하면 피해국은 대응조치(countermeasure)로 보복할 수 있다. 법적 구속력이 없는 신사협정을 위반하면 피해국은 보복조치(retortion)로 보복할 수 있다. 따라서 국제법적으로는 큰 차이는 없다. 법적 구속력이 있으면 법원에 제소할 수 있는데, 국가 간에는 강제관할권이 있는 법원이 존재하지 않는다.
다만 한국 법원에서 소송을 할 때에는 차이가 있을 수 있다.

## 일방선언
법적 구속력을 의도한 경우에는, 일방적인 선언도 국제법으로 인정된다. 즉 양국의 합의가 없이, 일방적으로 국회 결의나 대통령 장관 등의 발언이 바로 국제법이 될 수도 있다. 따라서 정식 체결된 조약문이 없다고 하여 소송에서 원용할 국제법이 존재하지 않는다고 단정하면 안되며, 해당국 장관의 연설문 등도 국제법이 된다.

## 판례
남북사이의 화해와 불가침 및 교류 협력에 관한 합의서(남북합의서)는 남북관계를 '나라와 나라 사이의 관계가 아닌 통일을 지향하는 과정에서 잠정적으로 형성되는 특수관계'임을 전제로 하여 이루어진 합의문서인바, 이는 한민족공동체 내부의 특수관계를 바탕으로 한 당국간의 합의로서 남북당국의 성의있는 이행을 상호 약속하는 일종의 공동성명 또는 신사협정에 준하는 성격을 가짐에 불과하다.

## 같이 보기
- 반독점금지법
- 신의성실의 원칙
- 악수
- 팍타 순트 세르반다